# Tour Cabot (Terre-Neuve)
Pour les articles homonymes, voir Cabot et Tour Cabot.
La tour Cabot a été construite en 1897 pour célébrer le 400e anniversaire de la découverte de Terre-Neuve par John Cabot. Elle est située au sommet du Signal Hill surplombant la ville de Saint-Jean.

## Localisation
La tour Cabot est situé au sommet de Signal Hill, une colline d'une hauteur d'environ 140 m situé au nord du havre de Saint-Jean. 

## Histoire

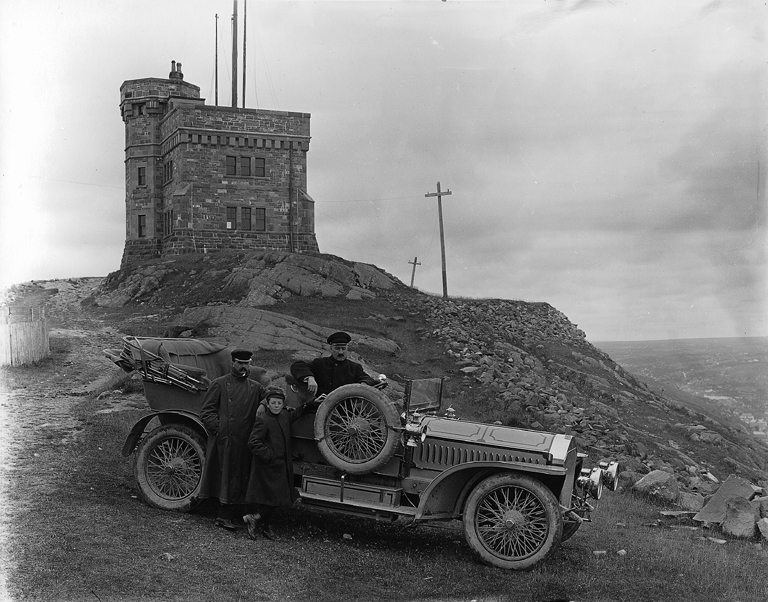
Tour Cabot en 1908.

La tour Cabot a été construite entre 1898 et 1900 dans le but de célébrer le 400e anniversaire du voyage de Jean Cabot, ainsi que le 60e anniversaire du règne de la reine Victoria. Elle a été bâtie selon les plans de William Howe Greene, un architecte de Saint-Jean associé du Royal Institute of British Architects. L'édifice sert à l'origine d'édifice pour la signalisation maritime, fonction qu'elle maintient jusqu'en 1958.
La tour est particulièrement célèbre pour être l'endroit qui a reçu la première transmission transatlantique de la voix humaine par la Canadian Marconi Company le 23 juillet 1920.
Un incendie et une explosion détruit l'intérieur de la tour en 1918 et l'intérieur est reconstruit l'année suivante. L'intérieur a été ensuite entièrement refait en 1977 et 1984.
Signal Hill a été désigné lieu historique national du Canada le 30 mai 1951. La tour a quant à elle été classée édifice fédéral du patrimoine le 1er décembre 1988.